# Île Grevy
Grevy (en espagnol : Isla Grevy) est une île du Chili. 

## Géographie
Elle se situe au Sud de la Terre de feu dans les îles Wollaston, dont elle est la plus septentrionale. Elle est entièrement rocheuse et désertique.